# Радченко (платформа)
Ра́дченко — платформа Ириновского направления Октябрьской железной дороги на 12-м километре линии Мельничный Ручей — Невская Дубровка. Расположена на однопутном участке между станцией Кирпичный Завод и платформой Дунай, на перегоне Кирпичный Завод — Петрокрепость.

## Название
Платформа названа в честь организатора торфяной промышленности в РСФСР И. И. Радченко (1874—1942), председателя Главторфа, члена Высшего совета народного хозяйства РСФСР. Был репрессирован в 1937 году, реабилитирован в 1954 году.

## История
Первоначальное название платформы — Чёрная Речка. Она была открыта на Ириновской железной дороге в 1896 году близ одноимённого посёлка арендаторов:

ЧЕРНАЯ РЕЧКА — поселение арендаторов в имении Щеглово при Черной речке и Шлиссельбургской жел. дороге 5 дворов, 21 м. п., 18 ж. п., всего 39 чел.; Железнодорожная станция Черная Речка. (1896 год)

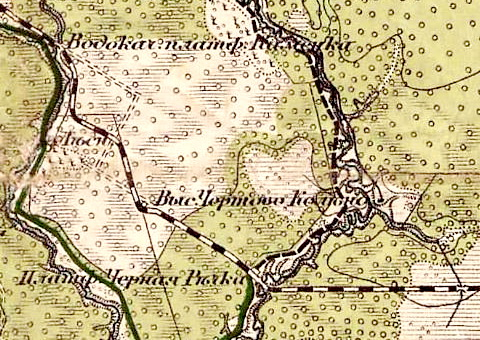
Платформа Чёрная Речка. 1913 год

В 1930-е годы платформу переименовали в Каменку. 

Платформа Каменка. 1941 год

После 1954 года платформа была переименована в Радченко. 
Платформа была электрифицирована в 1967 году в составе участка Мельничный Ручей — Невская Дубровка.
На 1981 год на платформе производилась продажа билетов на пригородные поезда.

## Описание
Остановочный пункт расположен в Щегловском сельском поселении Всеволожского района Ленинградской области и находится на участке Мельничный Ручей — Невская Дубровка. Через платформу проходит один путь, имеется одна высокая боковая платформа, реконструированная в 2000-х годах. Билетные кассы отсутствуют. В сторону Петрокрепости расположен регулируемый железнодорожный переезд без шлагбаума. Пассажиропоток довольно низкий. Вокруг платформы раскинулась деревня Каменка. К ней также можно подъехать со стороны шоссе Всеволожск — посёлок им. Морозова (через деревню Каменка идёт большей частью асфальтированная дорога). Сама деревня находится в глухом лесу. Рядом протекает река Чёрная. Через неё перекинуты железнодорожный мост к востоку от платформы и автомобильный мост в створе главной улицы деревни.
На платформе останавливаются все проходящие через неё пригородные электропоезда.

## Фото

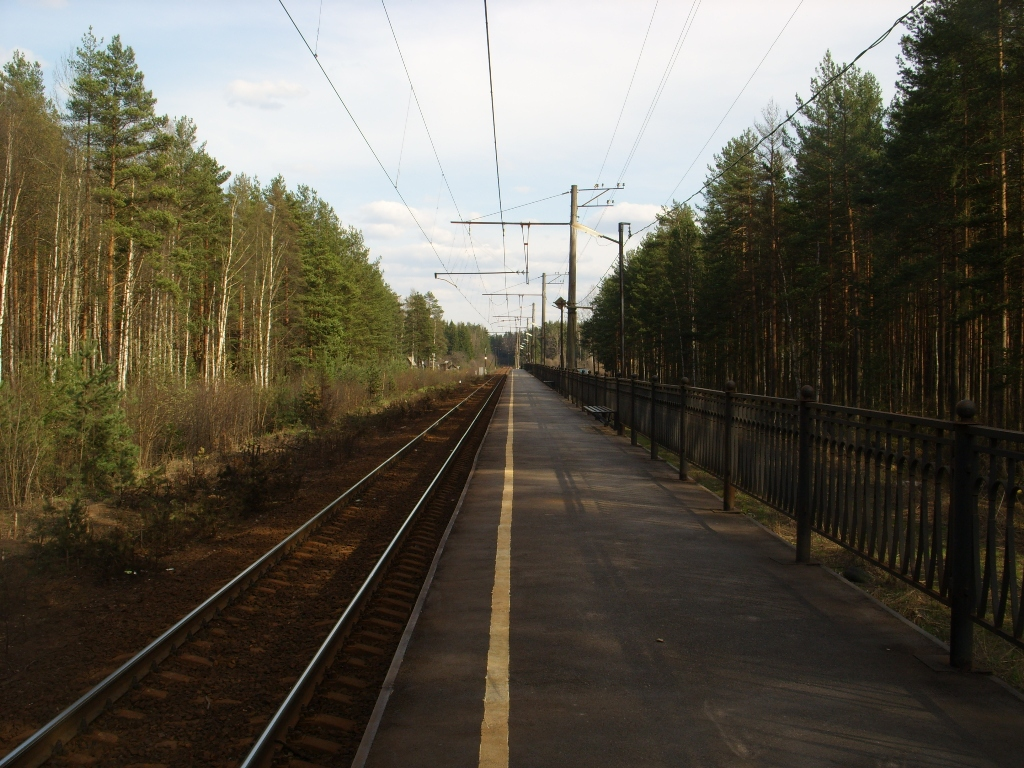
Платформа Радченко. Вид в сторону Петрокрепости